# Ruslan Barburoș
Ruslan Barburoș (n. 15 noiembrie 1978, Chișinău, RSS Moldovenească, URSS – d. 29 ianuarie 2017, Chișinău, Republica Moldova) este un fost fotbalist internațional moldovean, care a jucat pe postul de atacant. În prezent este antrenor la clubul de futsal și fotbal pe plajă CS Joker-Tornado Chișinău și la naționala Moldovei de fotbal pe plajă.
În anul 2001 Ruslan Barburoș a jucat 3 meciuri la echipa națională de fotbal a Moldovei, marcând un gol.

## Palmares

### Club
Sheriff Tiraspol
- Divizia Națională (3): 2000–01, 2001–02, 2002–03

Vicecampion: 1999-2000
- Cupa Moldovei (2): 2000/2001, 2001/2002

### Individual
Sheriff Tiraspol
- Golgheter – Divizia Națională (2): 2000–01 (17 goluri; împărțit cu David Mudjiri), 2001–02 (17 goluri)[8][9]

## Goluri internaționale
| Goluri internaționale marcate de Ruslan Barburoș | Goluri internaționale marcate de Ruslan Barburoș | Goluri internaționale marcate de Ruslan Barburoș | Goluri internaționale marcate de Ruslan Barburoș | Goluri internaționale marcate de Ruslan Barburoș | Goluri internaționale marcate de Ruslan Barburoș | Goluri internaționale marcate de Ruslan Barburoș       |
| #                                                | Data                                             | Stadion                                          | Adversar                                         | Scor                                             | Rezultat                                         | Competiție                                             |
| ------------------------------------------------ | ------------------------------------------------ | ------------------------------------------------ | ------------------------------------------------ | ------------------------------------------------ | ------------------------------------------------ | ------------------------------------------------------ |
| 1                                                | 2 iunie 2001                                     | Gradski Stadion, Skopje, Republica Macedonia     | Macedonia                                        | 2–2                                              | 2–2                                              | Calificările pentru Campionatul Mondial de Fotbal 2002 |